# インディアナポリス (原子力潜水艦)
|          |                                            |
| 艦歴     |                                            |
| 発注     | 1972年1月24日                              |
| 起工     | 1974年10月19日                             |
| 進水     | 1977年7月30日                              |
| 就役     | 1980年1月5日                               |
| 退役     | 1998年12月22日                             |
| 除籍     | 1998年12月22日                             |
| その後   | 原子力艦再利用プログラム                   |
| 性能諸元 |                                            |
| 排水量   | 満載：6,154 トン、 基準：5,784 トン        |
| 全長     | 110.3 m (362 ft)                           |
| 全幅     | 10 m (33 ft)                               |
| 喫水     | 9.7 m (32 ft)                              |
| 最大速   | 水上25 kt (46 km/h)、 水中30+ kt (56 km/h) |
| 潜行深度 | 290 m (950 ft)                             |
| 機関     | S6G reactor 1基                            |
| 乗員     | 士官12名、兵員98名                         |
| モットー |                                            |
|          |                                            |

インディアナポリス(USS Indianapolis, SSN-697)は、アメリカ海軍のロサンゼルス級原子力潜水艦の10番艦。艦名はインディアナ州インディアナポリスに因む。その名を持つ艦としてはポートランド級重巡洋艦2番艦(CA-35)以来3隻目。

## 艦歴
インディアナポリスの建造は1972年1月24日にコネチカット州グロトンのジェネラル・ダイナミクス・エレクトリック・ボート社に発注され、1974年10月19日に起工した。1977年7月30日にウィリアム・G・ブレイ夫人によって命名、進水し、1980年1月5日にハリー・P・サーモン・ジュニア艦長の指揮下就役した。
インディアナポリスの就役式典には重巡洋艦『インディアナポリス』 (USS Indianapolis, CA-35) の生存者が多数参加した。
インディアナポリスは1998年12月22日に退役、除籍され、原子力艦再利用プログラムに従って解体されるまで真珠湾で保管された。